# Vrede van Boekarest (1812)
Het Verdrag van Boekarest (of Vrede van Boekarest) is getekend op 28 mei 1812 door het Ottomaanse Rijk en Keizerrijk Rusland. Met dit verdrag eindigde de Russisch-Turkse Oorlog van 1806-1812. 
Bessarabië, de oostelijke helft van het vorstendom Moldavië, werd aan het Russische Rijk toegewezen waardoor de Proet de nieuwe westgrens vormde van Rusland. Ook verkreeg Rusland handelsrechten op de Donau. 
De Russische commandant Mikhail Kutuzov tekende dit verdrag dat nadien werd goedgekeurd door Alexander I van Rusland. Eén dag later startte Napoleon zijn invasie op Rusland.